# Convento dei Domenicani (Pordenone)
L'ex convento dei Domenicani fu una struttura religiosa dei Frati domenicani a Pordenone. Oggi è sede della Biblioteca Civica di Pordenone.

## Storia
Nel 1685 i frati domenicani del Rosario, aventi sede a Venezia, ricevettero una cospicua donazione da Alvise Gerardi per fondare un nuovo convento. Nel 1696 i domenicani comprarono, da Daniele di Montereale Mantica, un terreno accidentato e ricco di risorgive collocato poco fuori le mura della città. Il terreno dovette essere spianato per consentire la costruzione del convento, iniziato, su una piccola altura, nel 1696. L'edificio fu completato, ad eccezione del campanile, solo nel 1728, anno in cui i domenicani si trasferirono nella struttura dopo una solenne processione. Tra il 1728 e il 1729 la chiesa del Rosario venne consacrata dal vescovo di Concordia Giacomo Maria Erizzo. Il campanile, in cui nell'agosto del 1735 erano state collocate quattro campane, dovette essere abbattuto e ricostruito perché pericolante; il nuovo campanile fu completato nel 1739. Per facilitare ai cittadini l'accesso alla chiesa, i frati convinsero il Comune ad aprire una nuova porta nelle mura della città e costruirono, a loro spese, il ponte chiamato delle monache.
Nel 1770 il convento venne chiuso su ordine della Repubblica di Venezia e nel 1771 venne acquistato dalle suore agostiniane, convinte dal vescovo di Concordia Alvise Maria Gabrieli. Nello stesso anno vi si trasferirono dal convento di Santa Maria degli Angeli con una solenne processione. Negli anni seguenti l'edificio subì alcune modifiche per adattarlo alle necessità delle monache. Quando anche il convento della suore venne chiuso, tra il 1806 e il 1808, il complesso venne messo all'asta. Nel 1812 il nuovo proprietario, Antonio Villalta, fece demolire la chiesa e il campanile per ricavarne materiali da costruzione.
Negli anni successivi venne usato come caserma, fino all'annessione del Friuli al Regno d'Italia nel 1866. Nel frattempo era stata costruita una nuova ala dove era stata abbattuta la chiesa. Divenne quindi la sede di scuole e del tribunale, subendo ingenti modifiche che hanno dato all'edificio l'assetto che ha oggi. Durante la prima guerra mondiale venne usato come ospedale militare, dovendo poi essere restaurato nel 1919 per riconvertirlo agli usi precedenti. Nel 1923 il tribunale venne soppresso e rimase solo la pretura. Venne usato dal 1967 al 2000 come sede di scuole superiori.
Il 5 giugno 2010, dopo un restauro durato dal 2003 al 2010, è diventato la nuova sede della Biblioteca Civica di Pordenone.

## Descrizione
Il complesso si trova su una piccola altura che si affaccia sull'attuale piazza XX Settembre, che al momento della costruzione del convento era un terreno dissestato al di fuori delle mura della città.
Originariamente il complesso era formato dal convento vero e proprio, un edificio di due piani strutturato sui tre lati di un quadrato, dalla chiesa, collocata sul lato orientale del quadrato in modo da racchiudere il chiostro, e dal campanile, completato una decina d'anni dopo gli altri fabbricati. Lo storico Vendramino Candiani disse che la chiesa del Rosario "era la migliore della città, ricca di marmi, che servirono poi ad abbellire il Duomo" e che il campanile era "elegantissimo, molto somigliante a quello della chiesa dei Greci a Venezia".
Nel corso dei secoli la struttura ha subito numerosi cambiamenti: rimane solo il fabbricato principale del convento, modificato profondamente dal suo aspetto originale, mentre la chiesa e il campanile sono stati demoliti.

## Galleria d'immagini

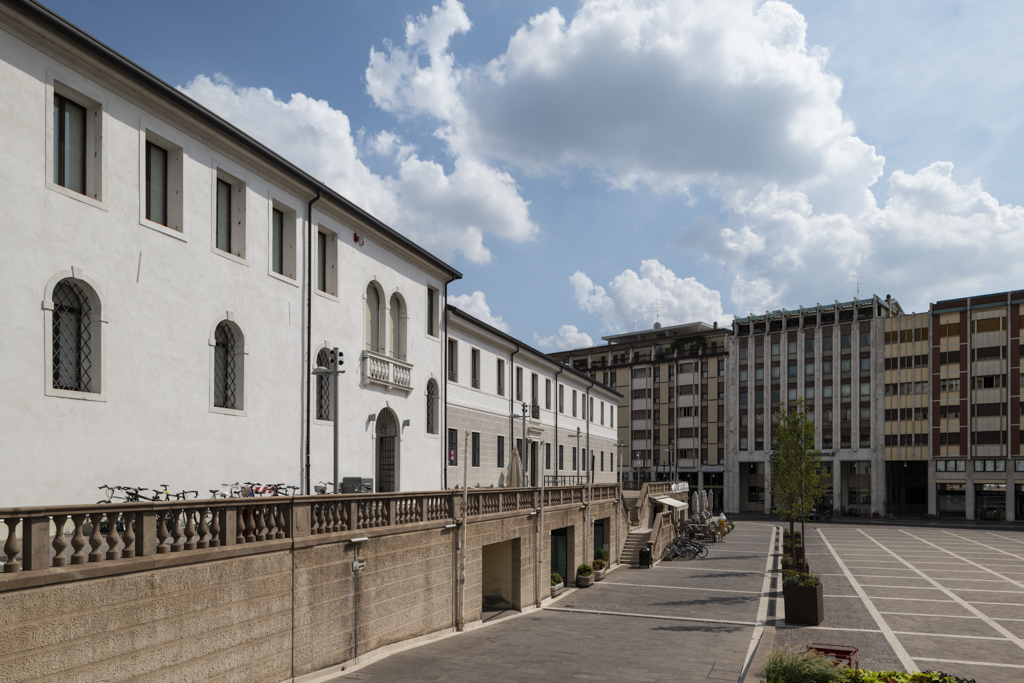
Esterno dell'ala ovest del convento
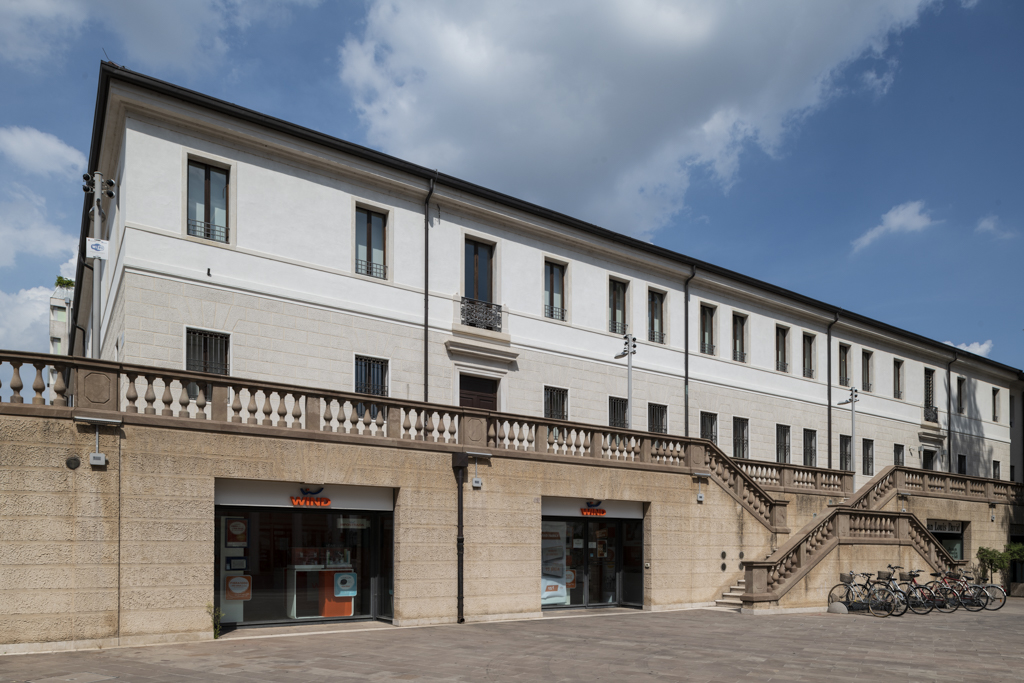
Esterno dell'ala sud del convento
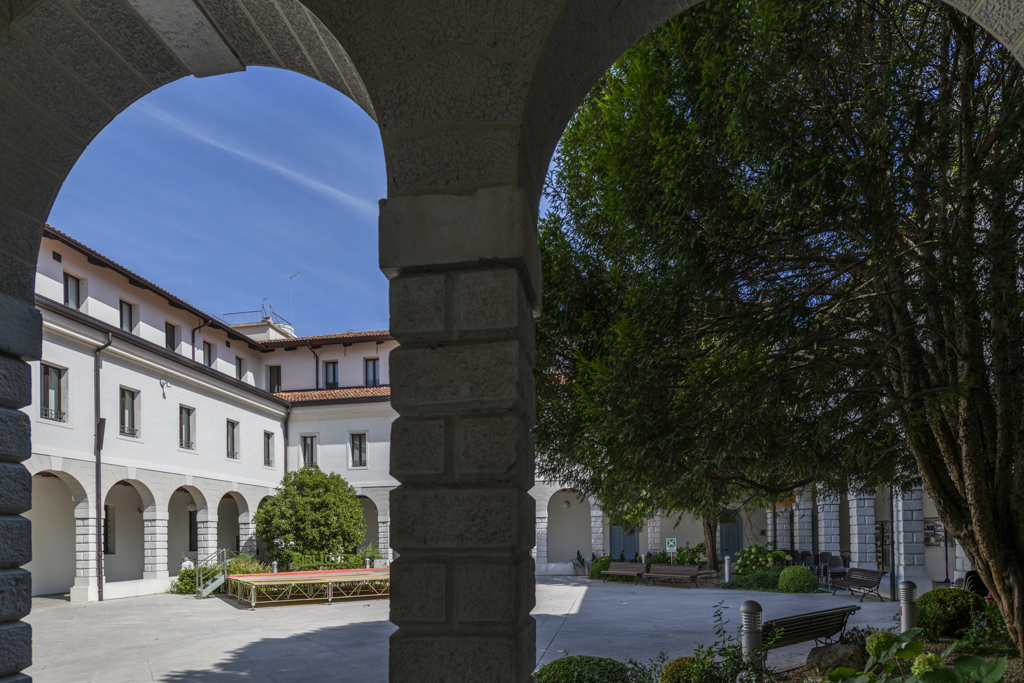
Vista sul chiostro del convento dal porticato
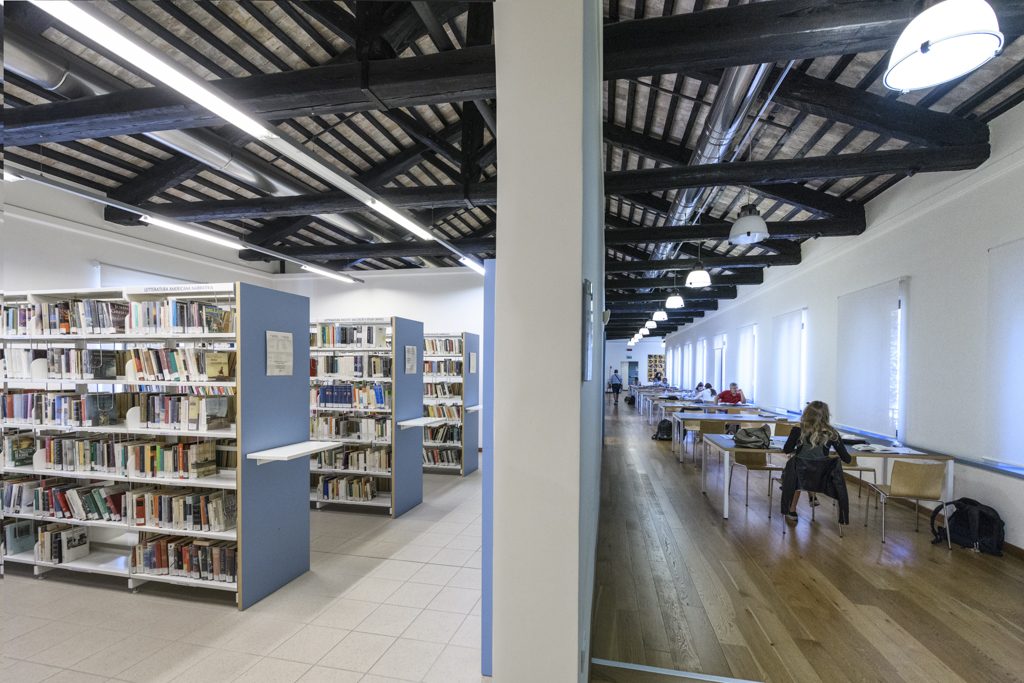
Interno del primo piano della biblioteca